# Sarcòmer

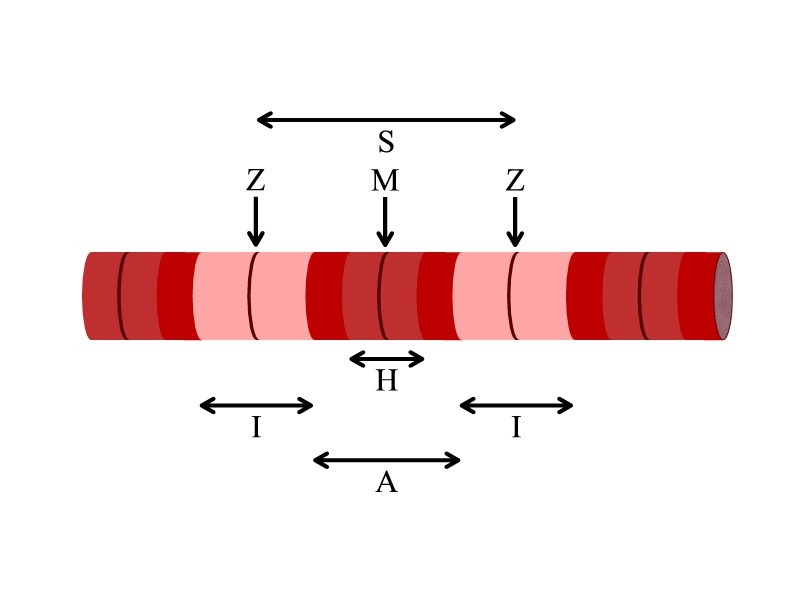
S = sarcòmer, A = banda-A, I = banda-I, H = zona-H, Z = línia-Z, M = línia-M.

Un sarcòmer (del grec sárx = "carn", méros = "part") és la unitat bàsica d'un múscul. Es troba limitat per dues línies Z on es troba una zona A (anisòtropa) i dues semizones I (isòtropa).
Els músculs estan compostos per cèl·lules tubulars (miòcits o miofibres). Les cèl·lules del múscul estan compostes de miofibril·les tubulars. Les miofibriles estan compostes de seccions de sarcòmers que es repeteixen, les quals, sota el microscopi, es veuen com bandes fosques i il·luminades. Els sarcòmers estan compostos de proteïnes fibroses llargues que llisquen entre elles quan el múscul es contrau i es relaxa.
La miosina és una important proteïna la qual forma el filament gruixut, mentre que la proteïna actina forma el filament prim. La contracció del múscul consisteix en el lliscament dels miofilaments de miosina sobre els miofilaments d'actina (miofilaments fins), tot això està regulat per la intervenció i la participació del calci.
Les molècules d'actina estan enllaçades amb la línia Z, la qual forma el límit del sarcòmer. Quan el sarcòmer està relaxat apareixen altres bandes.
Una cèl·lula muscular del múscul biceps pot tenir 100.000 sarcòmers. Les miofibriles del múscul llis no estan disposades dins sarcòmers.

## Tipus de bandes i zones
- Banda C: Banda composta pels filaments gruixuts de 140 Å (Ångström) de miosina i els fins d'actina. Es subdivideix en:
  - Zona H: Zona on només hi ha filaments de miosina visible
  - Zona M: Zona on la miosina es troba unida a la miosina adjacent en la qual es contrauen els músculs interns cardiovasculars
- Banda I: Banda composta pels filament fins de 80 Å (àngstrom) d'actina.
- Discs Z: Sector on es troben unides les actines adjacents i on es manté la continuïtat amb el sarcòmer subsegüent. En elles s'hi troba la proteïna CapZ.

En la banda A del sarcòmer es troben els filaments de miosina que són els responsables de la contracció muscular.
Durant la contracció del múscul desapareix la banda H i es comprimeix la banda I

## Estructura del sarcòmer
L'estructura del sarcòmer afecta la seva funció en diferents maneres. L'ensolapament de l'actina i la miosina origina la corba de tensió-llargada. La llargada dels filaments d'actina i miosina afecten la força i la velocitat. Els sarcòmers dels vertebrats mostren un rang molt limitat de llargada dels sarcòmers, en canvi els artròpodes en mostren una gran variació.